# Really Really Free Market
Фримаркеты (Really Really Free Market) — движение, зародившееся в США в 2004 году и распространившееся по всему миру, организующее в городских парках периодические «рыночные дни» (market days), в ходе которых участники отдают даром ставшие ненужными им товары, еду, а также свои таланты (развлечение, стрижка посетителей и т. д.). Таким образом члены движения противопоставляют себя капиталистическому обществу ненасильственными методами. Анархисты намекали, что именно у них рынок действительно свободен, в отличие от т. н. свободных рыночных отношений, которое декларирует бизнес-элита. Участники должны убрать после себя и забрать домой всё, что не смогли раздать.
Основателями движения являются члены юго-западной анархистской сети (SeaNET). Движение одновременно зародилось в городах Роли (Северная Каролина) и Майами (Флорида), во время антиглобалистских протестов против Общеамериканского соглашения о свободной торговле (FTAA). Сейчас ежемесячные «Really Really Free Markets» проходят в городах Шарлотт (Северная Каролина), Каррборо (Северная Каролина), Сан-Франциско (Калифорния, последняя суббота каждого месяца), Миннеаполис (Миннесота, вторая суббота каждого месяца) и Дейтон (Огайо, первая суббота каждого месяца, в общественном парке на 5-й западной улице).

## Движение в России
В 2008 году в столице организован первый Really Really Free Market. С этого времени данная идея активно развивается в разных городах России. Английское название вскоре сменилось на фримаркет либо Абсолютно бесплатная ярмарка. Группы, организующие фримаркеты, есть в Москве, Санкт-Петербурге, Коломне, Екатеринбурге, Магнитогорске, Перми, Белгороде, Иванове, Кирове, Калининграде, Нижнем Новгороде, Ярославле, Вологде, Волгограде, Самаре, Тольятти, Волжском, Астрахани, Петрозаводске, Новосибирске, Бердске, Горно-Алтайске, Владивостоке, Благовещенске, Комсомольске на Амуре, Ижевске, Иркутске, Воронеже, Туле, Брянске, Уфе, Владимире и Пензе.
Идея проекта проста: всё безвозмездно. Принести и взять вещи может абсолютно каждый. Первоначально посетителей смущает подобный пример даровой экономики, но вскоре втягиваются. В отличие от США, в России из-за особенностей климата бесплатные ярмарки обычно проводятся в помещении. Обычно кроме традиционных для фримаркетов бесплатных вещей на них проходят сбор вторичного сырья, мастер-классы по рукоделию, семинары, кинопоказы. Тематика лекций и дискуссий в основном социальная и экологическая. Оставшиеся после ярмарки вещи организаторы отправляют в детские дома, центры социальной поддержки и ночлежки. Неликвидные вещи идут как подстилки в приюты для бездомных животных.